# Enrico Campi
Enrico Campi (Genova, 1919 – Milano, 10 settembre 1976) è stato un basso-baritono italiano.
In occasione della serata inaugurale della stagione scaligera del 1951-52 ha cantato Andrea Chénier, nel breve ruolo di Roucher, con Maria Callas, accanto alla quale è apparso in concerto e con la quale ha inciso numerose opere, per lo più in ruoli secondari.
Si è esibito anche al Metropolitan di New York.

## Incisioni
- Alceste di Christoph Willibald Gluck, diretto da Carlo Maria Giulini
- Andrea Chénier di Umberto Giordano, diretto da Antonino Votto
- Falstaff di Giuseppe Verdi, diretto da Mario Rossi (Pistola) - Opera d'oro
- Fedora di Umberto Giordano, diretto da Arturo Basile - Opera d'oro
- La forza del destino di Giuseppe Verdi, diretto da Antonino Votto (Melitone) - Myto Records
- Francesca da Rimini di Riccardo Zandonai, diretta da Antonio Guarnieri - Fonit Cetra
- Francesca da Rimini di Riccardo Zandonai, diretta da Gianandrea Gavazzeni (1959) - Myto Records
- Gloria di Francesco Cilea, diretto da Fernando Previtali - Bongiovanni
- Guglielmo Tell di Gioachino Rossini, diretto da Fernando Previtali (Gessler - 1956) - Opera d'oro
- Madama Butterfly di Giacomo Puccini, diretto da Herbert von Karajan (Commissario imperiale) - Emi Classics
- Manon Lescaut di Giacomo Puccini, diretto da Jonel Perlea - Opera d'oro
- Medea di Luigi Cherubini, diretto da Leonard Bernstein - Emi Classics
- Otello di Giuseppe Verdi, diretto da Nino Sanzogno (1962) - Melodram
- La Vestale di Gaspare Spontini, diretto da Fernando Previtali - Living Stage
- Zelmira di Gioachino Rossini, diretto da Carlo Franci (1965) - Opera d'oro